# Carniglia
Carniglia è una frazione del comune di Bedonia, in provincia di Parma.
La località dista 3,01 km dal capoluogo comunale.

## Storia
Carniglia compare già nel 1045 in un atto notarile appartenente ai possedimenti della chiesa di Bobbio. In antico "Carnea" o "Carnena" come appare sulla mappa del XVII secolo nel palazzo vescovile di Piacenza e sulle mappe territoriali Landi, significa luogo alto, posto su un crinale ma anche luogo di passaggio. Essa è situata in luogo soleggiato, con un paesaggio collinare di montagna a 720 m.l.m.
La parrocchia di Carniglia si istituisce nel tardo Medioevo (XIII secolo) e allora comprendeva i territori che da Codorso vanno fino al torrente Gelana. Si sono poi istituite parrocchie dal 1500 in poi le seguenti località: Casale val Taro, Strepeto, Setterone, Alpe. Rimane ora delimitata dal torrente Sissuola fino al torrente Gelana, dal Pian del Taro fino al monte Orocco.
La parrocchia e la chiesa parrocchiale è dedicata a Santa Giustina vergine e martire come la cattedrale di Piacenza, il culto ad essa è arrivato in epoche assai antiche quando il vescovo di Piacenza Giovanni Filagato porta a Piacenza nel 1002 le spoglie mortali della martire Giustina assieme a quelle di san Cipriano, ritrovate a Roma nella basilica di Santa Ruffina proprio dal Filagato.
La chiesa di Carniglia è antichissima, orientata, vi era già nel X secolo una piccola cappella, è possibile che sia oggi l'abside della chiesa, la rimanenza della parrocchiale è stata edificata in epoche successive e nella seconda metà del '600 viene eretta la struttura che vediamo tuttora.
La chiesa era a croce latina, ora un po' meno visibile data l'aggiunta delle due navate laterali; ai giorni nostri è decorata in stile barocco, essenziale, sobria. Nella navata centrale, sopra il tabernacolo vi è il simulacro in legno intagliato di Ortisei della Santa patrona Giustina di recente fattura, ai lati vi sono: a sinistra l'altare della Reposizione con la "Madonna del rosario" e la nicchia dell'Addolorata e del Cristo Morto che si portano in processione assieme per le celebrazioni del Venerdì Santo; a destra vi sono gli altari di S. Giuseppe e l'altare con la rappresentazione della grotta di Massabielle a Lourdes, vi era prima del 1890 l'altare di S. Donnino e prima ancora era dedicato a S. Rocco e S. Sebastiano (forse vi era collocato in fondo alla chiesa vicino al battistero, dove sono presenti da sinistra verso destra i santi Rocco, Antonio Abate e Sebastiano).
Sul territorio vi sono poi altri edifici sacri nelle rispettive Frazioni: alle Piane vi è la chiesetta eretta nel 1959 per una maggior capienza di fedeli e consacrata dall'arcivescovo Umberto Malchiodi, dedicata a S. Lucia festeggiata il 13 dicembre e patrona degli scalpellini della pietra arenaria rinomata nella zona, e alla Madonna di Caravaggio, ricordata l'ultima settimana di maggio con una grande partecipazione di popolo, vi è anche nel territorio della frazione, nelle prossimità del sentiero che porta al "lago di Bore", presso il fiume Taro, l'antica cappella dell'800 dedicata sempre a Nostra Signora di Caravaggio.
A Foppiano antico Borgo Landi, vi sono presenti storiche case con architravi datati 1500-'600, una bellissima corte, due Maestà, una dedicata a S. Antonio e l'altra a S. Anna, poi c'è l'oratorio eretto nel 1717 dalla famiglia nobile locale, i Filiberti, dedicata a S. Venanzio V.M. di Camerino. Il campanile, ora inesistente, era posto sulla casa patronale Filiberti, rimosso nell'800 per volere del vescovo di Piacenza; la campana è ora collocata nella facciata del tempio. Da qualche tempo è discussa l'ipotesi dell'esistenza presso il borgo di una cella monastica appartenuta ai monaci di San Colombano di Bobbio. In effetti è plausibile, non certa, l'ipotesi, poiché il borgo sorge proprio nelle prossimità di un'importantissima strada che collegava la Val Taro con la Val Sturla nelle zone del chiavarese, passando per Santa Maria del Taro altra cella monastica di Bobbio. Bisogna a questo proposito far notare che i monaci, in virtù del loro carisma di apostolato, davano spesso vita a piccoli ospitali, case di sosta per riposare, per ristorarsi, dove il viandante e il pellegrino aveva modo di sostare e di riprendere fiato per il cammino.
A Bruschi di Sotto o Sottani c'è la bella e capiente chiesetta eretta nella prima metà dell'800, opera degli intraprendenti abitanti locali, infatti la frazione dista circa 7 km dalla sede parrocchiale, troppo distante per partecipare alle celebrazioni del mese dei defunti tutte le mattine alle 6 e alle altre novene nell'anno, infatti bisognava attraversare il torrente Gorotta e praticare le strade sterrate, lastricati e mulattiere, in mesi freddi con climi incerti, sorpresi da vento, acqua, gelo e neve. Il curato, dalla canonica a Carniglia, doveva quindi recarsi nella villa e officiare solennemente le sagre e anche la messa domenicale, diveniva così una piccola parrocchia, senza titolo canonico, dove a garantire una certa autonomia era il curato di Carniglia, spesso proveniente, dalla medesima villa (vi fu sempre molta risposta alla vocazione sacerdotale nella frazione).
Faceva parte della parrocchia di Carniglia, fino alla seconda metà dell'800, la villa dei Bruschi soprani che però per motivi di lontananza, ancora maggiore da quelli "Sottani", si è unita alla parrocchia di Alpe, molto più vicina, comoda anche per il trasporto dei defunti che dovevano essere tumulati nel cimitero annesso alla chiesa. La parrocchia, allora, era affidata allo zelo di due sacerdoti: L'arciprete e il curato. L'ultimo curato di Carniglia, don Giovanni Carmeli, divenne negli anni venti dello scorso secolo, parroco della piccola parrocchia vicina, Caneso.
Con decreto vescovile del 7 ottobre 1736 la parrocchia venne elevata a prepositura dal prelato piacentino, Gherardo Zandenaria, amico dell'allora parroco don Antonio Pioselli originario del paese e zelante per le sue qualità amministrative, intellettuali. Nonostante l'innalzamento ad arcipretura, la sede carnigliese rimane legata alla pieve di Bedonia, come dipendevano da questa le altre tre parrocchie storiche suffraganee: Montarsiccio, Tornolo e Tarsogno.
Il Centro storico di Carniglia è la "Villa" dove vi sono, edifici, terrazzi, volti, colonne, case con architravi datati 1600, 1500, uno addirittura 1409. Importante era anche il Castello di Pietra Piana, fortezza contesa dai Lusardi di Montarsiccio e i Landi, signori di Compiano. L'edificio, un tempo inespugnabile data la posizione strategica da torre di Guardia-Dogana, controllava il passaggio tra Toscana, Emilia, Liguria terra dei Malaspina, la fortezza era affiancata da un opificio, come ricorda lo storico Campi, che confezionava tessuti pregiati quali il velluto: e secondo il Molossi vi erano presenti 13 telai. È sorto anche il detto: "A vestia de Carneia a fa meraveia".
Ora sono ancora presenti i ruderi, una cisterna sotterranea e un cunicolo che comunica dall'alto del castello fino al fiume Taro.
Carniglia è ricordata nella storia per il numero di presbiteri dati alla chiesa, nel 1600 su una popolazione di circa 600 persone ve ne erano 25 di cui 9 dimoranti in parrocchia, il fenomeno è ancora esistente, infatti, nonostante la crisi di vocazioni, oggi, vi sono ancora 3 sacerdoti secolari, un religioso, un vescovo e due religiose, tutti originari della parrocchia e esercitanti in loro servizio altrove.
La famiglia Previdi, probabile famiglia nobile di Carniglia era titolare della corte "Sùccon" sita appunto nel centro storico, si nota ancora la casa patronale ora intonacata dove spiccano dalla facciata antichi fiori di ferro battuto richiamante un poco il motivo fiorentino, l'antichità della corte traspare dalla stessa struttura architettonica, le cantine con i volti, la casa mezzadrile, e una probabile chiesetta dove secondo testimonianze locali: "U preve de Succon u ghe diseiva Messa" (Il prete della famiglia Previdi officiava nel luogo la Messa, quando esistevano ancora i preti detti vacanti, cioè senza un ufficio ecclesiastico, anche dopo il Concilio di Trento). Vi è poi ad un centinaio di metri un altro imponente edificio che riporta una lapide scolpita, di arenaria e reca il cognome Previdi. Anche dai registri parrocchiali, già nel 1500 compare il nome Previdi; di Carniglia sono anche i cognomi Bozzuffi e Pioselli e si attesta anche ad essi la stessa pertinenza storica.

## Monumenti e luoghi d'interesse

### Chiesa di Santa Giustina

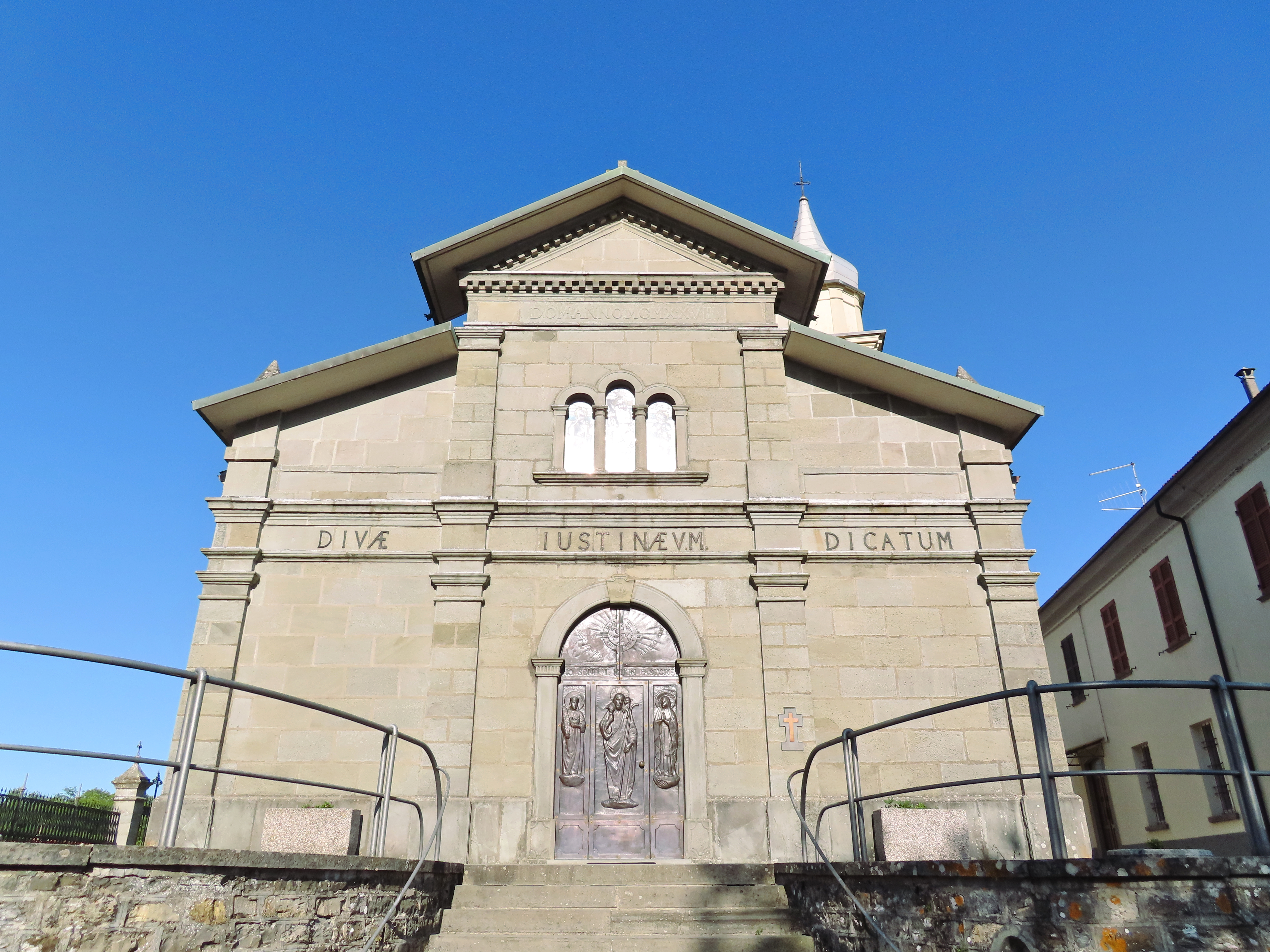
Chiesa di Santa Giustina

Menzionata per la prima volta nel XIII secolo, la chiesa fu interessata da un incendio nel XVII secolo che causò la distruzione dell'archivio parrocchiale; ristrutturata in stile barocco nel 1750, fu arricchita della nuova facciata neoromanica in pietra di Carniglia nel 1928; al suo interno, decorato con lesene e affreschi settecenteschi, sono presenti due cappelle ai lati del presbiterio.

### Oratorio della Beata Vergine Addolorata

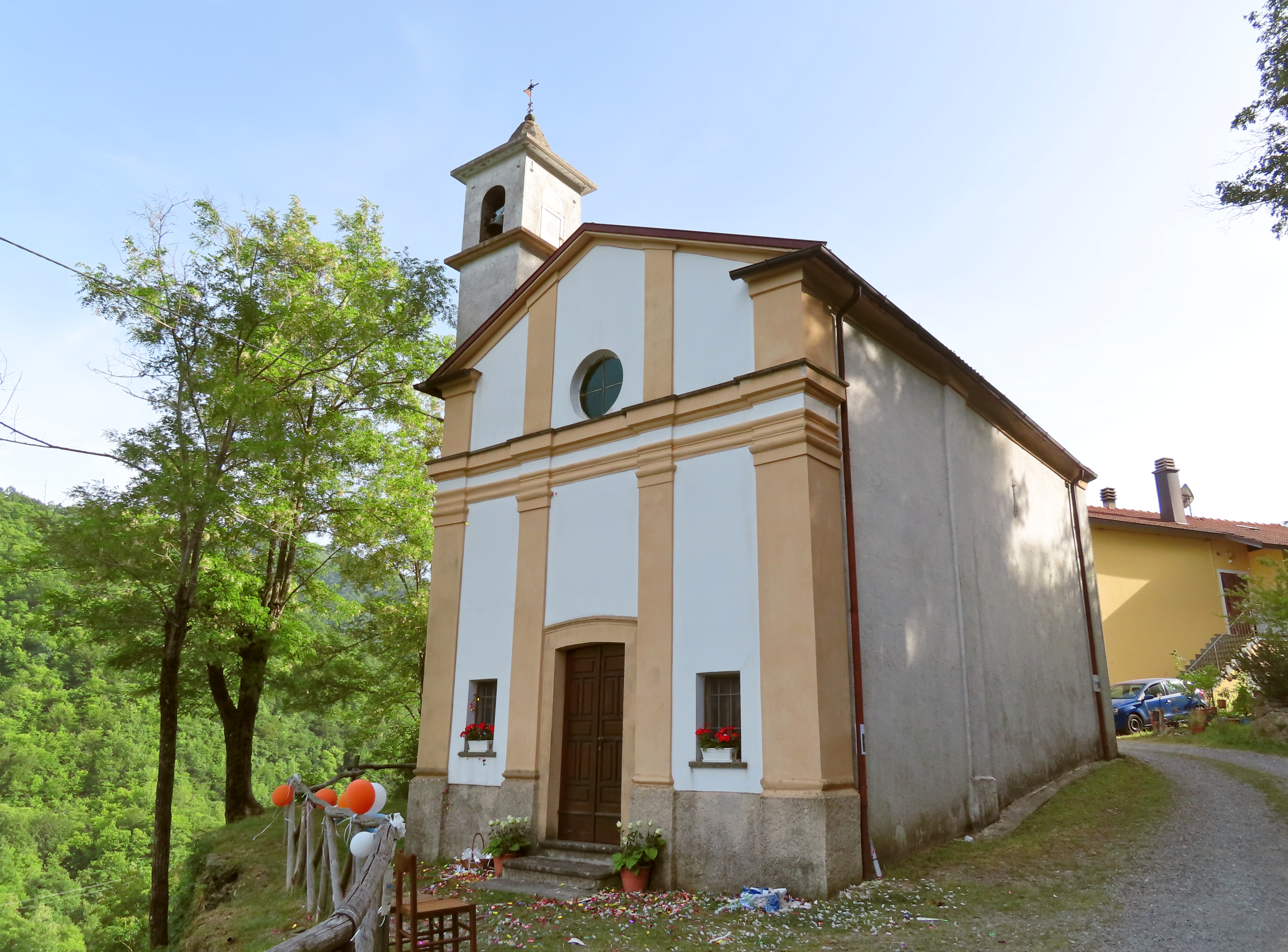
Oratorio della Beata Vergine Addolorata

Edificato in stile neoclassico nella prima metà del XIX secolo, l'oratorio di Bruschi di Sotto è collocato su un piccolo pianoro a margine dell'antica mulattiera; al suo interno tre nicchie ospitano le statue della Madonna di Lourdes, di San Rocco e dell'Addolorata.

### Oratorio di San Venanzio

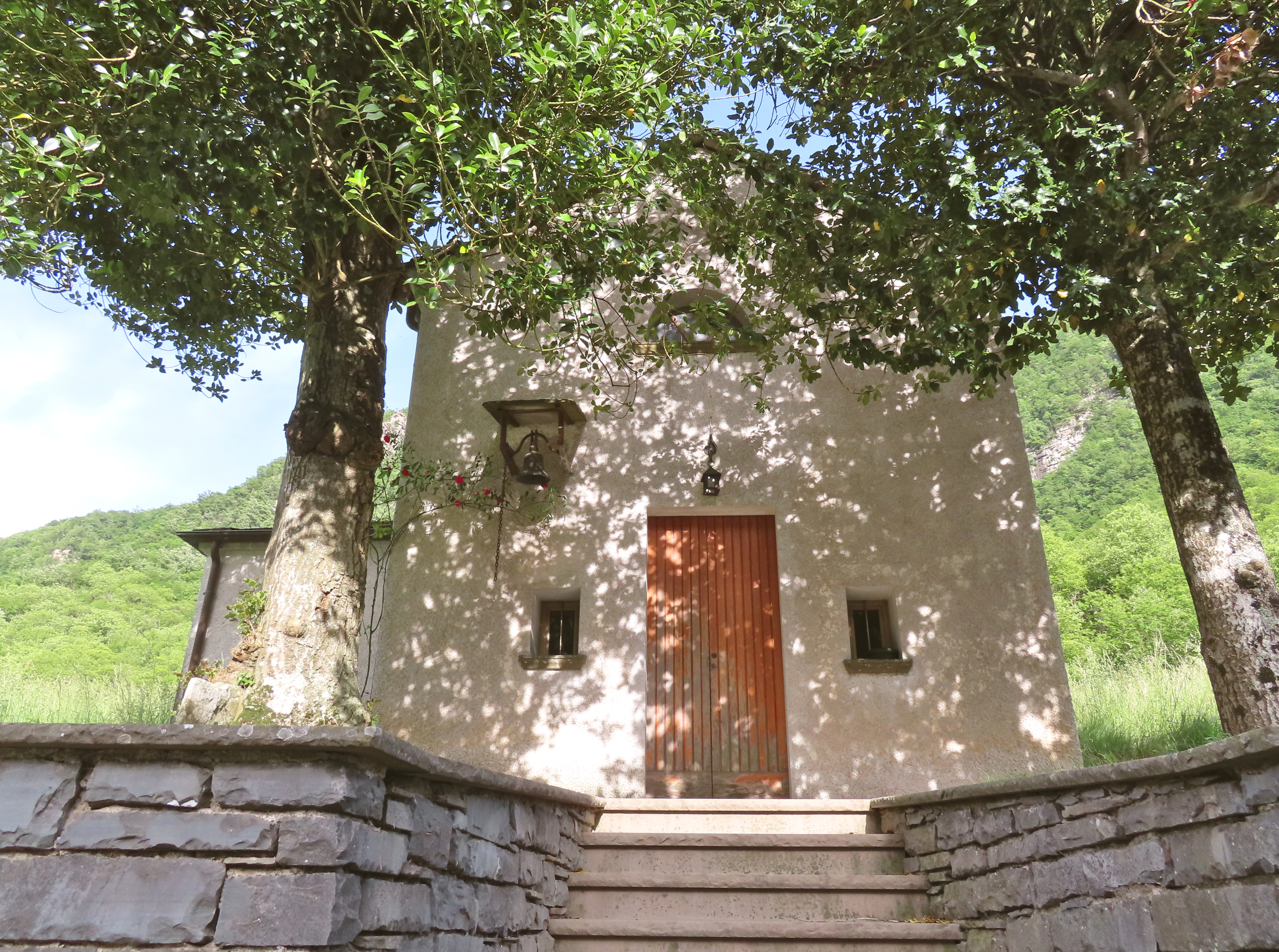
Oratorio di San Venanzio

Edificato nel 1727 in stile barocco per volere della nobile famiglia Filiberti, il piccolo oratorio di Foppiano fu restaurato nel 1925 e nel 1989; al suo interno, decorato con stucchi e dipinti, tre nicchie ospitano le statue del Santo Cuore e san Luigi, di Sant'Antonio da Padova e di San Venanzio.

### Castello di Pietra Piana
Edificato in epoca medievale a strapiombo sul fiume Taro, il castello, appartenente ai Lusardi, fu distrutto nel 1283 insieme al maniero di Montarsiccio; ricostruito successivamente, fu acquisito intorno alla metà del XV secolo da Manfredo Landi, che, investitone nel 1454 dal duca di Milano Francesco Sforza, lo annetté allo Stato Landi; in seguito abbandonato, degradò nel tempo, riducendosi a pochi ruderi coperti dalla fitta boscaglia.

## Economia
Carniglia e famosa nel mondo per l'estrazione della pietra omonima. Questa arenaria è resistentissima agli agenti atmosferici ed è impiegata quindi per rivestimenti, pavimentazioni, ecc. Notevoli esempi possono essere la pavimentazione della passeggiata a mare di Chiavari e del caruggio, le facciate delle chiese di Carniglia, S. Maria del Taro, Tarsogno.
Impieghi anche a livello mondiale dove la pietra è stata esportata anche all'estero: in Germania, in America e anche in Australia.
Alle Piane di Carniglia sono presenti diverse aziende di notevole entità. Vi sono poi anche aziende locali di minor entità che mantengono comunque attivo il paese.
Come tutta la montagna dell'alta Val di Taro il paese ha subito un fortissimo calo demografico, infatti, dalle 750 e più unità del dopoguerra il paese, compreso di frazioni, si è ridotto a 200 unità.
Per dimenticare lo spopolamento delle zone di montagna si è pensato attraverso l'opera del Circolo Anspi S. Giustina V.M. di istituire le feste del "Campanile d'oro", ideate dall'allora parroco don Armando Delgrosso e da un gruppo di parrocchiano intraprendenti. Da decenni, sagre danzati, momenti conviviali dove ci si ritrova assieme, ritornano gli emigrati dall'estero e aprono ancora le finestre delle case che durante l'inverno rimangono chiuse, si riscoprono momenti antichi, quelli che per un giorno mantengono vivo il paese e ricordano il suo glorioso passato.